# Юта фон Изенбург
Юта фон Изенбург (на немски: Jutta von Isenburg; * пр. 1259/1260; † сл. 23 април 1314, вер. 1316) е благородничка от Изенбург и чрез женитба графиня на Спонхайм-Щаркенбург и графство Сайн. Основателка е на новата линия фон Сайн на род Спонхайм.

## Произход
Тя е дъщеря на Хайнрих II фон Изенбург († сл. 1278) и съпругата му Мехтилд фон Хохщаден († сл. 1264), дъщеря на граф Лотар I фон Аре-Хохщаден († 1222) и Мехтилд фон Вианден († 1241). Майка ѝ е сестра на Конрад фон Хохщаден, архиепископ на Кьолн (1238 – 1261).
Тя е сестра на графовете Герлах I фон Изенбург-Аренфелс († сл. 1303), Лудвиг фон Изенбург-Клееберг († сл. 1290), Еберхард († 1292), Бертелина († сл. 1227), Елиза († сл. 1276), Хайнрих († 1291), приор на Св. Куниберт в Кьолн (1263), и на Конрад фон Изенбург († сл. 1296), 1286 в свещен орден в Мюнерщат.

## Фамилия
Юта фон Изенбург се омъжва пр. август 1258 г. за граф Готфрид I фон Спонхайм-Сайн († 31 октомври 1283), син на граф Йохан I фон Спонхайм-Щаркенбург († 1266). Те имат децата:
- Йохан I фон Сайн († 1324), граф на Сайн, женен I. ок. 1287 за Елизабет фон Хесен († 1293), II. 1297 г. за Кунигунда фон Нойербург († ок. 1347)
- Енгелберт I фон Сайн († 1336), граф на Сайн-Хомбург, женен I. за Юта фон Изенбург († сл. 1313), II. за Клариса
- Аделхайд фон Сайн († сл. 1309), омъжена I. за Хайнрих II, рауграф цу Нойенбаумберг († ок. 1288), II. пр. 1292 г. за рауграф Конрад IV фон Щолценберг († сл. 1327)
- Елизабет фон Сайн (* 1275; † ок. 1308), омъжена за граф Герхард III фон Диц († сл. 1306)
- Хайнрих фон Сайн († сл. 1311)
- Мехтилд фон Сайн († сл. 1311)
- Юта фон Сайн († сл. 1327)